# Vellescot
Vellescot és un municipi francès situat al departament del Territori de Belfort i a la regió de Borgonya - Franc Comtat. L'any 2007 tenia 242 habitants.

## Demografia

### Població
El 2007 la població de fet de Vellescot era de 242 persones. Hi havia 86 famílies de les quals 20 eren unipersonals (12 homes vivint sols i 8 dones vivint soles), 8 parelles sense fills, 46 parelles amb fills i 12 famílies monoparentals amb fills.
La població ha evolucionat segons el següent gràfic:
Habitants censats

### Habitatges
El 2007 hi havia 88 habitatges, 84 eren l'habitatge principal de la família, 1 era una segona residència i 4 estaven desocupats. 83 eren cases i 6 eren apartaments. Dels 84 habitatges principals, 74 estaven ocupats pels seus propietaris i 10 estaven llogats i ocupats pels llogaters; 1 tenia dues cambres, 6 en tenien tres, 17 en tenien quatre i 60 en tenien cinc o més. 68 habitatges disposaven pel capbaix d'una plaça de pàrquing. A 23 habitatges hi havia un automòbil i a 58 n'hi havia dos o més.

### Piràmide de població
La piràmide de població per edats i sexe el 2009 era:
| Homes | Edats   | Dones |
| ----- | ------- | ----- |
| 0     | 95 o +  | 0     |
| 0     | 90 a 94 | 0     |
| 0     | 85 a 89 | 0     |
| 0     | 80 a 84 | 0     |
| 0     | 75 a 79 | 4     |
| 0     | 70 a 74 | 8     |
| 4     | 65 a 69 | 0     |
| 8     | 60 a 64 | 8     |
| 8     | 55 a 59 | 4     |
| 0     | 50 a 54 | 8     |
| 4     | 45 a 49 | 0     |
| 12    | 40 a 44 | 4     |
| 0     | 35 a 39 | 12    |
| 4     | 30 a 34 | 4     |
| 12    | 25 a 29 | 8     |
| 4     | 20 a 24 | 0     |
| 8     | 15 a 19 | 4     |
| 12    | 10 a 14 | 4     |
| 0     | 5 a 9   | 8     |
| 4     | 0 a 4   | 8     |

## Economia
El 2007 la població en edat de treballar era de 157 persones, 128 eren actives i 29 eren inactives. De les 128 persones actives 123 estaven ocupades (71 homes i 52 dones) i 5 estaven aturades (2 homes i 3 dones). De les 29 persones inactives 8 estaven jubilades, 9 estaven estudiant i 12 estaven classificades com a «altres inactius».

### Ingressos
El 2009 a Vellescot hi havia 88 unitats fiscals que integraven 252 persones, la mediana anual d'ingressos fiscals per persona era de 20.187 €.

### Activitats econòmiques
Dels 5 establiments que hi havia el 2007, 1 era d'una empresa extractiva, 1 d'una empresa de fabricació de material elèctric, 1 d'una empresa de comerç i reparació d'automòbils i 2 d'empreses de transport.
L'únic establiment comercial que hi havia el 2009 era una perfumeria.
L'any 2000 a Vellescot hi havia 4 explotacions agrícoles.

## Equipaments sanitaris i escolars
El 2009 hi havia una escola elemental integrada dins d'un grup escolar amb les comunes properes formant una escola dispersa.

## Poblacions més properes
El següent diagrama mostra les poblacions més properes.